# Prenil

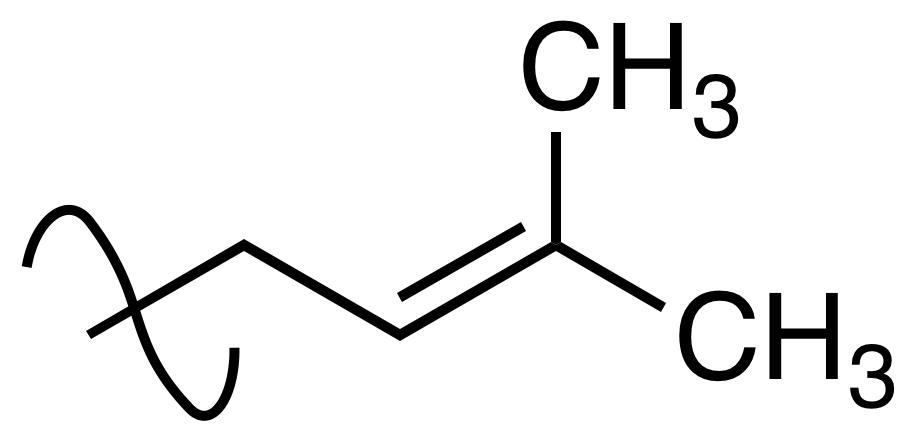
Estrutura do grupo prenil.

Prenil ou grupo prenilo refere-se ao radical alifático insaturado ramificado 3-metil-but-2-en-1-il.
O nome IUPAC do grupo prenil é 3-metilbut-2-enil.
A prenilação, ou isoprenilação, é a adição de moléculas hidrófobas a uma proteína, quando grupos prenilo facilitam a ligação às membranas celulares. Grupos prenilo têm mostrado ser importantes para a ligação proteína-proteína através de domínios de ligação prenilo especializados.